# Маникуаган (кратер)
Кратер Маникуаган — ударный кратер в центральной части провинции Квебек, Канада, который сформировался в результате столкновения с астероидом диаметром 5 км. Удар астероида создал кратер около 100 км в диаметре, но в процессе эрозии и отложения осадочных пород видимый размер уменьшился до 71 км. Это пятый по величине известный кратер на Земле. Предполагается, что гора Бабель («Вавилон») является центральным пиком кратера. В настоящее время в кратере располагается водохранилище Маникуаган.
М. С. Марков и В. С. Фёдоровский показали, что при возникновении кратера Маникуаган выделилась энергия 1023 Дж (примерно 24 Тт ТЭ) и расплавилось 1000 км3 пород. Недавние исследования показали, что расплавленные в результате столкновения породы имеют возраст 214 ± 1 млн лет. Таким образом, это столкновение произошло за 13 ± 1 млн лет до конца триасового периода (201,3 ± 0,2 млн лет назад по современной шкале), и не могло послужить причиной триасово-юрского вымирания.